# Rickfors
Rickfors är ett coveralbum med Mikael Rickfors från 1986. Albumet innehåller covers av populära soulmusik-låtar, förutom låten Handle of Hope som Rickfors och Hasse Huss har skrivit. Två låtar "Som stormen river öppet hav" och "Gates to Heaven" kan hittas på cd versionen av albumet.

## Låtlista
1. "I've Got Dreams to Remember" (Otis Redding-cover|Z. Redding, O. Redding, D. Parker, J. Rock, S. Cropper)
2. "The Tracks of My Tears" (The Miracles-cover|M. Tarplin, W. Moore, S. Robinson)
3. "Boom Boom" (John Lee Hooker-cover|J. Hooker)
4. "Hold On, I'm Coming" (Sam & Dave-cover|D. Porter, I. Hayes)
5. "Handle of Hope" (M. Rickfors, H. Huss)
6. "Ain't No Sunshine" (Bill Withers-cover|B. Withers)
7. "The Dark End of the Street" (James Carr-cover|D. Penn, C. Moman)
8. "Club Soul City" (Gary U.S. Bonds-cover|B. Springsteen)
9. "When a Man Loves a Woman" (Percy Sledge-cover|A. Wright, C. Lewis)
10. "Lean on Me" (Bill Withers-cover|B. Withers)

## Listplaceringar
| Lista (1987) | Topplacering |
| ------------ | ------------ |
| Sverige      | 15           |